# Mitra Mladenović
Mitra Mladenović (Kruševac, 4. jul 1996) srpska je glumica.

## Biografija
Rođena je 4. jula 1996. godine u Kruševcu. Kao tinejdžerka bila je članica brojnih dramskih sekcija i ostvarivala zavidne rezultate. Uz to završila je školu glume kod glumca Dejana Tončića. Nakon završene treće godine društveno-jezičkog smera u gimnaziji, 2014. godine, upisuje Fakultet dramskih umetnosti u klasi Srđana J. Karanovića. Prvu televizijsku uloga ostvarila je igrajući Anu Stamatović u seriji „Istine i laži”, koju je dobila zahvaljujući svojoj koleginici sa klase Marini Ćosić, koja u istoj seriji igra Sofiju.

## Uloge

### Filmografija
| God.       | Naziv             | Uloga            |
| ---------- | ----------------- | ---------------- |
| 2017−2018. | Istine i laži     | Ana Stamatović   |
| 2018.      | Komšije           | Lea              |
| 2019.      | Junaci našeg doba | devojka u katana |
| 2020.      | Jugoslovenka      | Šarlot Kotijar   |
| 2022.      | Mala supruga      | Desa Božić       |
| 2024.      | Radio Mileva      | Koka             |

### Pozorišne predstave
| Predstava            | Uloga              | Tekst           | Dramaturgija /adaptacija/ | Režija                          | Pozorište                          | Premijera         |
| -------------------- | ------------------ | --------------- | ------------------------- | ------------------------------- | ---------------------------------- | ----------------- |
| Uspavana lepotica    | Veštica Grdana     |                 | Dejan Andrejić            | Izabela Bošković i Dejan Tončić | Kruševačko pozorište               | 16. maj 2013.     |
| Mister Dolar         | Anja, Agnija Ružić | Branislav Nušić | Željko Mijanović          | Vladimir Lazić                  | Pozorište na Terazijama            | 10. februar 2017. |
| Bilo jednom u Banatu | Marija Tot         | Igor Bojović    | Željko Mijanović          | Vladimir Lazić                  | Narodno pozorište „Toša Jovanović“ | 23. oktobar 2018. |